# Claudia Chanhoi
Claudia Chanhoi (geb. 1990 in Hongkong; Künstlername: BrainXEyes) ist eine Illustratorin und Künstlerin aus Hongkong. Sie wurde bekannt durch ihre feministischen, teils erotischen Darstellungen im Stil der Pop Art.

## Leben
Claudia Chanhoi wuchs in einer Juristen-Familie auf, die sie selbst als sehr katholisch beschreibt. Der Vater war Inhaber eines Buchladens für juristische Fachliteratur, die Mutter war in der Universität Hongkong an der juristischen Fakultät tätig. Chanhoi besuchte die katholische Mädchenschule St. Clare’s im Westen von Hong Kong Island. Anschließend besuchte sie das Hong Kong Design Institute und begann 2010 einen Bachelor-Studiengang in Grafik- und Mediendesign am London College of Communication. Nach dem Abschluss kehrte sie 2014 nach Hongkong zurück, wo sie in verschiedenen Agenturen als Designerin arbeitete. 2019 wurde sie von der lokalen Zeitung Apple Daily interviewt, was zu einem großen Interesse an ihrer Kunst in Hongkong geführt hat. 2022 beendete Chanhoi ihren Job bei der Luxusmöbelmarke Timothy Oulton, um sich ihrer Kunst zu widmen.
Eigenen Angaben zufolge hat Claudia Chanhoi bereits als Kind gerne gemalt, insbesondere auch Öl- und Acrylporträts. Sie hatte – auch wegen ihres katholischen Elternhauses – erst mit 22 Jahren ihre erste Beziehung und erste sexuelle Erfahrungen. Diese Erfahrungen, die sie wie einen Schock empfand und zu einem Gefühl der Ausnutzung führten, haben Chanhoi veranlasst, stärker über die Rolle der Frau in der Gesellschaft nachzudenken. Sie plante zeitweise, eine Dissertation über Objektifizierung von Frauen zu verfassen.

## Werk
Auf ihrem Instagram-Kanal @brainxeyes, den sie seit 2016 betreibt, stellte sie zunächst einige Skizzen und Zeichnungen aus ihrer Studienzeit ein und versuchte dabei, die Zensur-Algorithmen zu umgehen. Sie ergänzte ihre Bilder von Körperteilen und Genitalien daher um Elemente wie Landschaften, Nahrungsmittel usw. Sie betrachtet ihre Kunst als Werkzeug:

“My art is a way for me to organise my thoughts, whether it’s on female sexuality, dating, relationships or women’s bodies. I consider myself a feminist, but I think there are so many types of feminist.”

„Meine Kunst ist für mich ein Weg, meine Gedanken zu organisieren, sei es über weibliche Sexualität, Dating, Beziehungen oder Frauenkörper. Ich betrachte mich als Feministin, aber ich denke, es gibt sehr viele Arten von Feministen.“

Viele von Chanhois Werken sind cartoonartig mit poppigen, lebhaften Farben. Zum Teil derb, aber oft mit Humor, befasst sie sich mit Themen wie Sexualität, Weiblichkeit, Körper und Geschlechtergerechtigkeit. Aus der Idee, Geschlechtsorgane in Form von Gegenständen darzustellen, um der Instagram-Zensur zu umgehen, ist ein Stilelement Chanhois geworden. So sind auf ihren Bildern z. B. Ohrläppchen in Form eines Hodensacks zu sehen oder die weibliche Brust wird in Form einer Wurst dargestellt. Den Penis malt die Künstlerin oft als Kaktus oder Gurke. Die Aussagen der Bilder sind zwar oft feministisch und progressiv, die Darstellung jedoch bis hin zu spielerisch. Aus Sicht der Künstlerin ist das Thema Sexualität und die explizite Abbildung z. B. von Genitalien in der Kunst in Hongkong noch stärker tabuisiert als etwa in London; viele Aufträge erhält sie aus Übersee.
2016 hatte sie ihre erste Ausstellung in London. Es folgten weitere Gruppen- und Einzelausstellungen in Hongkong und weltweit. Auf Instagram hat sie etwa 20.000 Follower. Seit 2021 arbeitet sie mit dem italienischen Sextoy-Hersteller Lelo zusammen.

## Ausstellungen (Auswahl)
(Quelle:)
- 2021: ARTPOWHER Contemporary, Zürich, Schweiz (virtuell)
- 2020: Mihn Gallery, Sheung Wan, Hongkong
- 2019: Chez Trente, SoHo, Central, Hongkong
- 2019: NSNL Space, Peking, China
- 2018: Room 412, Shibuya, Tokio, Japan
- 2018: Brickhouse, Lan Kwai Fong, Central, Hongkong
- 2017: Tranter-Sinni Gallery, Wynwood, Miami, USA
- 2016: Fashaddict, London